# Berengario
Berengario  è un nome proprio di persona italiano maschile.

## Varianti
- Maschili: Beringhiero[1]
- Femminili: Berengaria[1], Beringhiera[1]

### Varianti in altre lingue
- Catalano: Berenguer[1][4], Berengari[4]
  - Femminili: Berenguela[4]
- Francese: Bérenger
  - Femminili: Bérengère[5]
- Germanico: Beringar[4][6], Peringar[6], Beringer[6], Peringer[6], Berengar[6][7], Perengar[6], Verengar[6]
  - Femminili: Bernegaria[6], Berengaria[5]
- Spagnolo: Berenguer[4], Berengario[4]

## Origine e diffusione
Continua il nome germanico Beringar, composto da bern (o beran, bero, "orso") e gar (o gaira, "lancia"); il suo significato complessivo può essere interpretato come "orso con la lancia" o "lancia dell'orso" (tipici kenning germanici per indicare un guerriero valoroso).
Oggi sostanzialmente inutilizzato, questo nome giunse in Italia tramite i Longobardi, diffondendosi anche grazie alla fama dei due re d'Italia che lo portarono. Di tradizione visigota è invece la forma Beringhiero, adattato dal catalano Berenguer che è talvolta utilizzato nella zona di Alghero.

## Onomastico
L'onomastico può essere festeggiato il 26 maggio in memoria di san Berengario, monaco a Saint-Papoul presso Tolosa. Vi sono poi numerosi beati mercedari con questo nome, festeggiati nei giorni 13 febbraio, 13 marzo, 12 agosto, 20 ottobre, 30 novembre e 2 e 19 dicembre.

## Persone

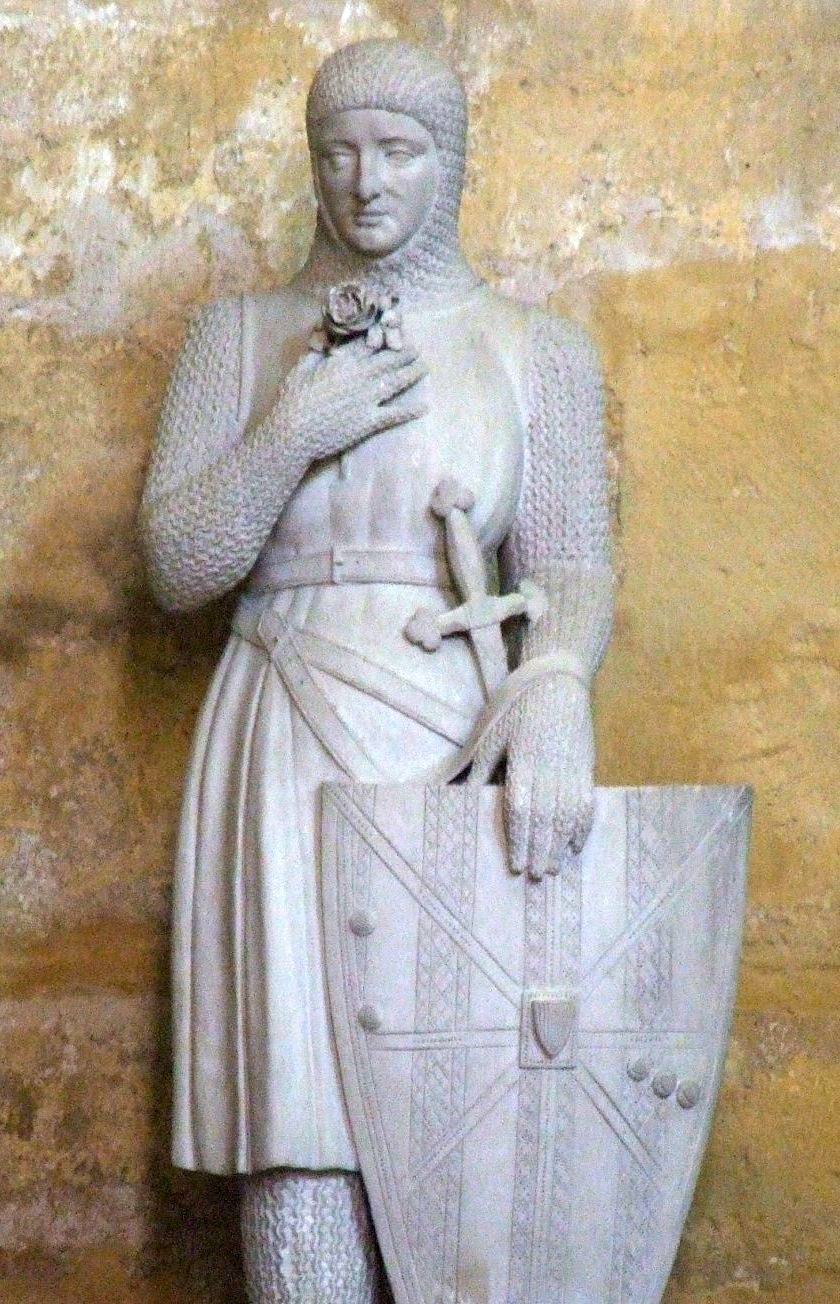
Raimondo Berengario IV di Provenza

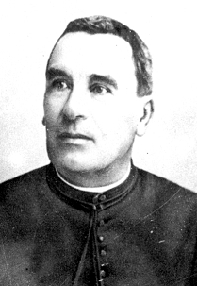
Bérenger Saunière

- Berengario Raimondo I di Barcellona, conte di Barcellona, Girona e Osona
- Berengario Raimondo II di Barcellona, conte di Barcellona, Girona, Osona e Carcassonne
- Raimondo Berengario I di Barcellona, conte di Barcellona, Girona e di Osona.
- Raimondo Berengario II di Barcellona, conte di Barcellona, Girona, Osona e Carcassonne
- Raimondo Berengario III di Barcellona, conte di Barcellona, Girona e Osona, conte di Provenza, col nome di Raimondo Berengario I di Provenza, e conte di Cerdanya
- Raimondo Berengario IV di Barcellona, conte di Barcellona, Girona, Osona e Cerdanya, principe d'Aragona e conte di Sobrarbe e Ribagorza
- Berengario da Carpi, medico e insegnante italiano
- Berengario del Friuli, Marchese del Friuli, Re d'Italia e Imperatore del Sacro Romano Impero
- Berengario II d'Ivrea, marchese d'Ivrea
- Berengario Raimondo I di Provenza, conte di Provenza
- Raimondo Berengario II di Provenza, conte di Provenza.
- Raimondo Berengario III di Provenza, conte di Cerdanya e conte di Provenza
- Raimondo Berengario IV di Provenza, conte di Provenza e conte di Forcalquier
- Berengario I di Tolosa detto il Saggio, conte di Tolosa e conte di Barcellona
- Berengario di Tours (1010–1088), filosofo, dialettico ed eretico francese medievale

### Variante Bérenger
- Bérenger Saunière, presbitero francese
- Bérenger de Frédol il Giovane, cardinale e vescovo cattolico francese
- Bérenger de Frédol il Vecchio, cardinale e vescovo cattolico francese

### Variante Berenguer
- Berenguer d'Anoia, trovatore spagnolo
- Berenguer de Cardona, Gran Maestro dei Cavalieri templari
- Berenguer de Entença, mercenario spagnolo
- Berenguer de Montagut, architetto spagnolo

### Variante femminile Berengaria

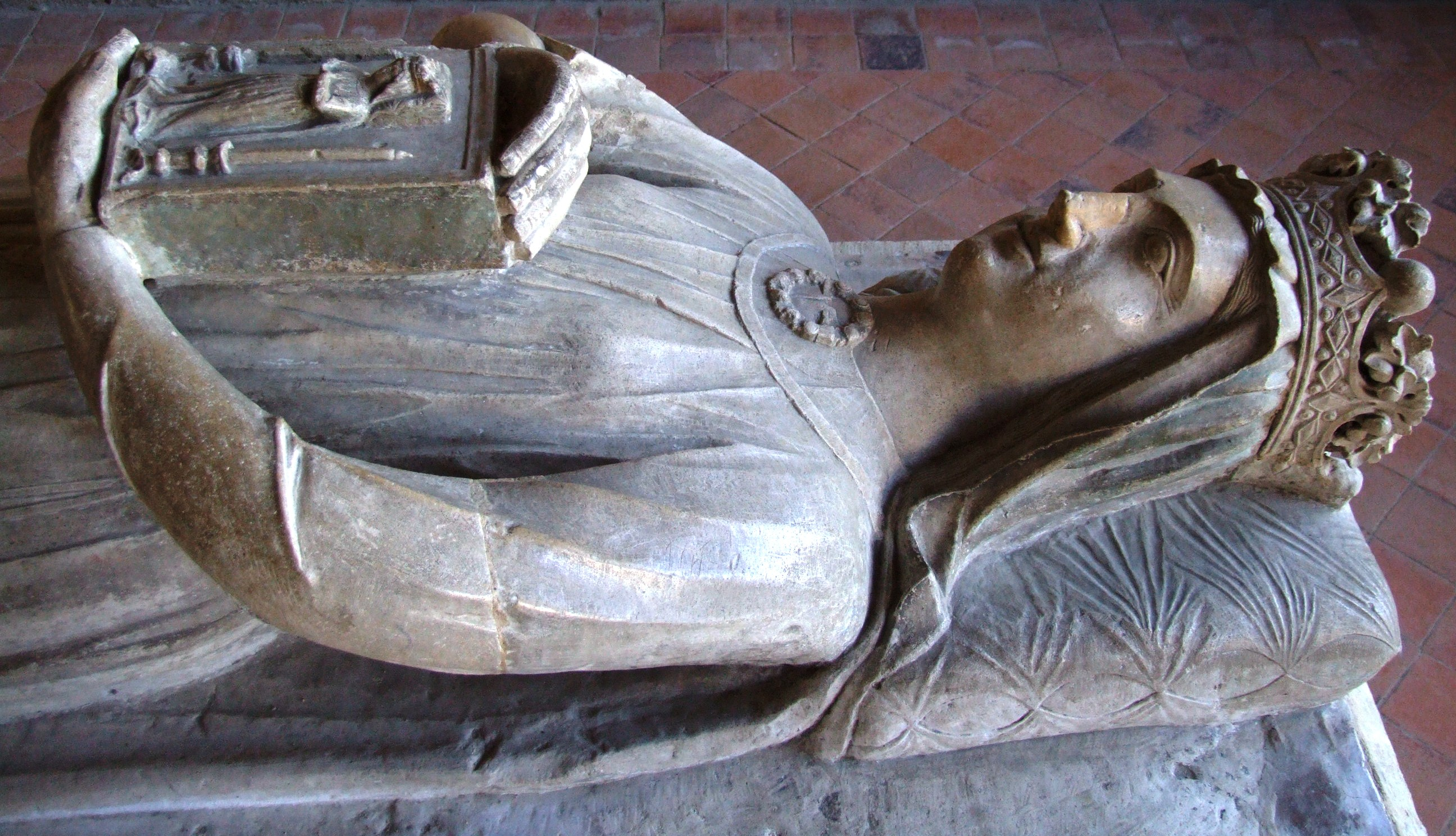
Berengaria di Navarra

- Berengaria del Portogallo, regina consorte di Danimarca
- Berengaria di Barcellona, principessa catalana e regina consorte di León e Castiglia
- Berengaria di Castiglia, principessa castigliana
- Berengaria di Navarra, principessa di Navarra, regina consorte d'Inghilterra e reggente ed erede di Navarra

### Variante femminile Berenguela
- Berenguela di Castiglia, duchessa consorte di Svevia, regina consorte di León, reggente e poi regina di Castiglia
- Berenguela di León, principessa di Castiglia e León e imperatrice consorte di Costantinopoli

## Il nome nelle arti
- Berengario da Arundel è uno dei personaggi del romanzo Il nome della rosa di Umberto Eco.